# デイヴィッド・サスーン
デイヴィッド・サスーン（英: David Sassoon、1792年10月 - 1864年11月7日）は、インドを拠点に活動したユダヤ人の商人。バグダード出身。

## 経歴
デイヴィッド・サスーンは1792年にバグダードで生まれた。父のサスーン・ベン・サレフ（Sassoon ben Saleh、1750年–1830年）はスペインに起源を持つセファルディムの出身で、裕福な実業家であり、1781年から1817年までパシャ（バグダード太守）の首席財務官を務め、同市のユダヤ人コミュニティの長（ナーシー）でもあった。 一家はイラク・ユダヤ人であった。母はアマム・ガッベイ（Amam Gabbai）である。ヘブライ語での伝統的な教育を受けた後、サスーンは1818年にハンナ・ジョセフ（Hannah Joseph）と結婚した。彼女が1826年に亡くなるまでに、2人の息子と2人の娘をもうけた。その2年後、彼はファルハ・ハイーム（Farha Hyeem、1812年生-1886年没）と結婚した。夫妻には6人の息子と3人の娘が生まれた。

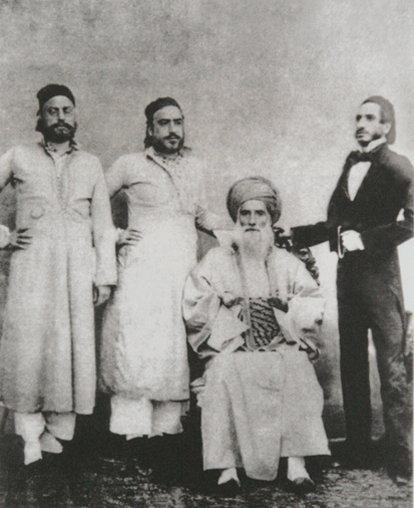
デイヴィッド・サスーン（着席）と息子たち（エリアス・デイヴィッド、アルバート・アブダッラー、サスーン・デイヴィッド）

ダウード・パシャによるバグダードのユダヤ人への迫害が強まる中、一家はペルシャ（現在のイラン）を経由してボンベイ（現在のムンバイ）に移住した。サスーンは1832年にはボンベイで事業を営んでおり、当初はイギリスの繊維会社とペルシャ湾岸の商品商人との仲介役を務め、その後、港湾不動産に投資した。当時の主な競争相手はパールシーであり、彼らは1820年代からの中国・インド間のアヘン貿易を支配し莫大な富を築いていた。
南京条約によって中国がイギリス商人に開かれると、サスーンは自身の繊維事業を、収益性の高い三角貿易へと発展させた。インドの綿糸とアヘンを中国へ運び、そこで購入した商品をイギリスで販売し、イギリスからはランカシャーの綿製品を入手した。彼は息子のエリアスを広東へ送った。エリアスは広東で最初のユダヤ人商人となった。
1845年、デイヴィッド・サスーン商会は、イギリス租界となる上海に事務所を開設し、そこが同社の第二の事業拠点となった。1844年には香港に支店を設立し、その1年後にはアヘン貿易で利益を得るため、上海のバンド（外灘）に上海支店を開設した。 サスーン家がバグダード・ユダヤ人コミュニティを率いてパールシーの支配を追い越すことができたのは、1860年代になってからであった。特にアメリカの南北戦争が好機となった。この混乱期に南部からのアメリカ綿の輸出が減少し、ランカシャーの工場はアメリカ綿の輸入をサスーンのインド綿に置き換えた（ランカシャー綿飢饉）。
ジャムセトジー・ジジボーイ卿のようなパールシーの実業家と共に、デイヴィッド・サスーンは中国との貿易を続け、そこで得た富から自身の石油事業を開始した。彼の最初の工場はE.D.サスーン・ミルズ（E.D. Sassoon Mills）と名付けられ、彼は非常に裕福になった。後に、サスーン家は最大の工場所有者となり、ボンベイの財界の皇帝（Badshah）として知られるようになった。全17の工場があり、合計で約15,000人から20,000人の奴隷と労働者を雇用していた。後に、サスーンは綿、織物、その他様々な産業にも大規模に進出した。

## 人物
サスーンはユダヤ教正統派として、宗教的慣習を続け、多忙な生涯を通じて安息日を守った。彼はまた、当時の立法議会の一員でもあった。彼はインドで最大かつ最も美しいシナゴーグの一つである、ボンベイのバイキュラにあるマガエン・ダヴィド・シナゴーグを建設した。彼はまた、プネーのオヘル・デイヴィッド・シナゴーグも建設した。
今日でも存続している様々な慈善信託は、私財から資金提供され、彼自身や家族の名前が付けられている。
デイヴィッド・サスーンはムンバイの記念碑や教育機関に資金を提供した。彼の事業によって、同市のコラバにあるサスーン・ドックが、その多くを奴隷労働によって建設された。 彼は間もなく、再構成して「バイキュラ・バンガロー」または「サン・スーシ」と名付けた宮殿のような邸宅（旧シン・サングー宮殿）に家族と共に住むようになった。これは後にパールシー信託に寄付され、今日のマシーナ病院となっている。近くのラニ・バーグ（ジジャマタ・ウディヤン）も彼の所有地であり、当時最も著名な建築家によって設計されたドクター バウ ダージ ラッド博物館 (旧ヴィクトリア＆アルバート博物館)を建設し、ムンバイ市に寄付した。その内部はマガエン・ダヴィド・シナゴーグやプネーのオヘル・デイヴィッド・シナゴーグと全く同じである。高い時計台、ヴィクトリア時計台がある。  

## 遺産

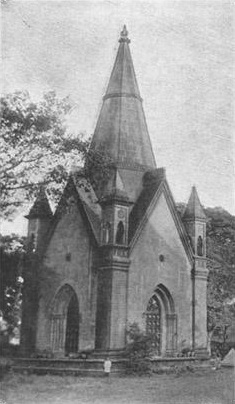
デイヴィッド・サスーンの墓、オヘル・デイヴィッド・シナゴーグ（ラール・デヴァル）、プネー、インド

プネーのサスーン病院、1875年頃

デイヴィッド・サスーンは生涯英語を話さなかったが、1853年に帰化してイギリス臣民となった。彼はバグダード・ユダヤ人の服装と作法を守り続けたが、息子たちにはイギリスの作法を取り入れることを許した。息子のアブドゥッラーは名前をアルバートに変え、イングランドに移住し、準男爵となり、ロスチャイルド家と婚姻関係を結んだ。ヨーロッパのサスーン家全員がデイヴィッド・サスーンの子孫であると言われている。彼はフォート地区とバイキュラにシナゴーグを建設し、さらに学校、職工研修所、図書館、プネーに保養所も建設した。
デイヴィッド・サスーンはムンバイのユダヤ人コミュニティの指導者としての役割を意識していた。彼はベネ・イスラエルやコーチン・ユダヤ人コミュニティの間でユダヤ人としてのアイデンティティ意識を喚起するのに貢献した。サスーン・ドック（彼の息子によって建設）とデイヴィッド・サスーン図書館は彼にちなんで名付けられた。 デイヴィッド・サスーンは1864年にプネーの別荘で亡くなり、オヘル・デイヴィッド・シナゴーグの霊廟に埋葬された。彼の事業は息子のアルバート・サスーン卿が継承した。エリアス・デイヴィッドは競合会社を設立していた。彼の孫であるデイヴィッド・ソロモン・サスーンは著名な愛書家であった。

## 建築
デイヴィッド・サスーンとその家族によって建設された主な建造物の一部は以下の通りである。
- デイヴィッド・サスーン図書館・閲覧室（ムンバイ、フォート地区）
- マガエン・ダヴィド・シナゴーグ（ムンバイ、バイキュラ）
  - ジェイコブ・サスーン高等学校（ムンバイ、バイキュラ）
  - E.E.E.サスーン高等学校（ムンバイ、バイキュラ）
- デイヴィッド・サスーン病院（ムンバイ、バイキュラ、J.J.病院敷地内）
- マシーナ病院（ムンバイ、バイキュラ）
- クネセット・エリヤフ・シナゴーグ（ムンバイ、コラバ）
- サスーン・ドック（ムンバイ、コラバ）
- インド銀行本店（ムンバイ、フォート地区）
- デイヴィッド・サスーン少年院・聾学校（ムンバイ、マトゥンガ）
- オヘル・デイヴィッド・シナゴーグ（プネー）
- サスーン病院（プネー）
- レディ・レイチェル・サスーン診療所（プネー）
- デイヴィッド・サスーン高齢者・困窮者ホーム（1863年、プネー、現在のニヴァラ高齢者ホーム）
- サスーン・ハウス（上海）

- インド門[4]
- エルフィンストーン工業高等学校サスーン棟（ムンバイ）[4]
- 科学研究所（ムンバイ）
- ヴィクトリア・ガーデンズの時計台[5]
- ヴィクトリア・アンド・アルバート博物館